# Katharina Pichler
Katharina Pichler (* 1972 in Wien) ist eine österreichische Schauspielerin.

## Leben
Katharina Pichler erhielt ihre Schauspielausbildung von 1990 bis 1993 an der Schauspielschule Krauss in Wien.

### Theater
Nach der Ausbildung war sie sieben Jahre lang am Schauspielhaus Graz engagiert, danach folgten Gast-Engagements am Thalia Theater Hamburg, am Deutschen Schauspielhaus in Hamburg und am Schauspielhaus Köln. In New York City war sie am Dixon Place Theatre zu sehen, am Wiener Theater in der Josefstadt war sie von 2006 bis 2010 Mitglied des Ensembles.
Von 2011 bis 2019 war sie Ensemblemitglied am Münchner Residenztheater, wo sie unter anderem in Inszenierungen von David Bösch, Martin Kušej, Frank Castorf und Tina Lanik zu sehen war und beispielsweise als Adele Natter in Das weite Land, als Franziska zu Reventlow in Geldkomplex, als Berta in Pünktchen und Anton, als Molly in Reise ans Ende der Nacht, als Martha in Mensch Meier, als Theres in Wir sind Gefangene, als Zenta in Jagdszenen aus Niederbayern, als Irene Prantl in Glaube Liebe Hoffnung, als Melanija in Kinder der Sonne und als Kathrine Stockmann in Ein Volksfeind auf der Bühne stand. Mit der Spielzeit 2019/20 wechselte sie gemeinsam mit Intendant Martin Kušej vom Münchner Residenztheater ans Wiener Burgtheater, dem sie bis zum Ende von Kušejs Intendanz mit der Saison 2023/24 angehört.
Bei den Bad Hersfelder Festspielen 2024 verkörpert sie in Brechts Dreigroschenoper die Rolle der Celia Peachum.

### Film und Fernsehen
2006 war sie im Kinofilm Verfolgt zu sehen, es folgten Episodenrollen in Serien wie Notruf Hafenkante, Der Dicke, Schnell ermittelt, Die Rosenheim-Cops und In aller Freundschaft – Die jungen Ärzte.
In der ARD-Fernsehfilmreihe Der Lissabon-Krimi mit Jürgen Tarrach und Vidina Popov verkörperte sie von 2018 bis 2020 die Rolle der Pensionswirtin Beatriz Oliveira.

## Filmografie (Auswahl)
- 1995: Der zerbrochene Krug (Fernsehfilm)
- 2006: Verfolgt
- 2007: Mein Nestroy (Fernsehfilm)
- 2008: Notruf Hafenkante – Der Neue
- 2007, 2009: Der Dicke (Fernsehserie, zwei Folgen)
- 2011: Schnell ermittelt – Angelika Schnell
- 2016: Die Rosenheim-Cops – Kein wasserdichtes Alibi
- 2017: In aller Freundschaft – Die jungen Ärzte – Bis dass die Zeit uns scheidet
- 2018–2020: Der Lissabon-Krimi (Fernsehreihe)
  - 2018: Der Tote in der Brandung
  - 2018: Alte Rechnungen
  - 2019: Dunkle Spuren
  - 2019: Feuerteufel
  - 2020: Zum Schweigen verurteilt
  - 2020: Die verlorene Tochter
- 2019: Eine ganz heiße Nummer 2.0
- 2020: Laim und der letzte Schuldige (Fernsehreihe)
- 2022: WaPo Bodensee – Altmetall
- 2023: Lena Lorenz: Krank vor Sorge (Fernsehreihe)
- 2023: Blind ermittelt – Mord an der Donau (Fernsehreihe, Alternativtitel Tod an der Donau)

## Theaterrollen (Auswahl)

### Residenztheater München
- 2016: Glaube Liebe Hoffnung (als Miederwarenhändlerin Irene Prantl). Von Ödön von Horváth. Inszenierung: David Bösch[9]
- 2017: Kinder der Sonne (als Melanija). Von Maxim Gorki. Inszenierung: David Bösch[10]
- 2019: Die Möwe (als Polina Andrejewna). Von Anton Pawlowitsch Tschechow. Inszenierung: Alvis Hermanis[11][12][13][14]